# Ishikane Kimihiro
Ishikane Kimihiro (石兼 公博, Kimihiro Ishikane), né le 4 janvier 1958 dans la préfecture de Yamaguchi, est un diplomate japonais. 
Il est diplômé de la Faculté de droit de l'Université de Tokyo. 
Il est depuis novembre 2019[Quand ?] ambassadeur de la Mission permanente du Japon auprès des Nations unies. Il est en janvier 2023 et mars 2024, le président du Conseil de Sécurité de l’ONU.

## Carrière
Il a notamment été directeur du Bureau Asie-Pacifique du ministère des Affaires étrangères, directeur du Bureau général de la politique étrangère du ministère des Affaires étrangères et ambassadeur extraordinaire et plénipotentiaire au Canada.